# Andy Rourke

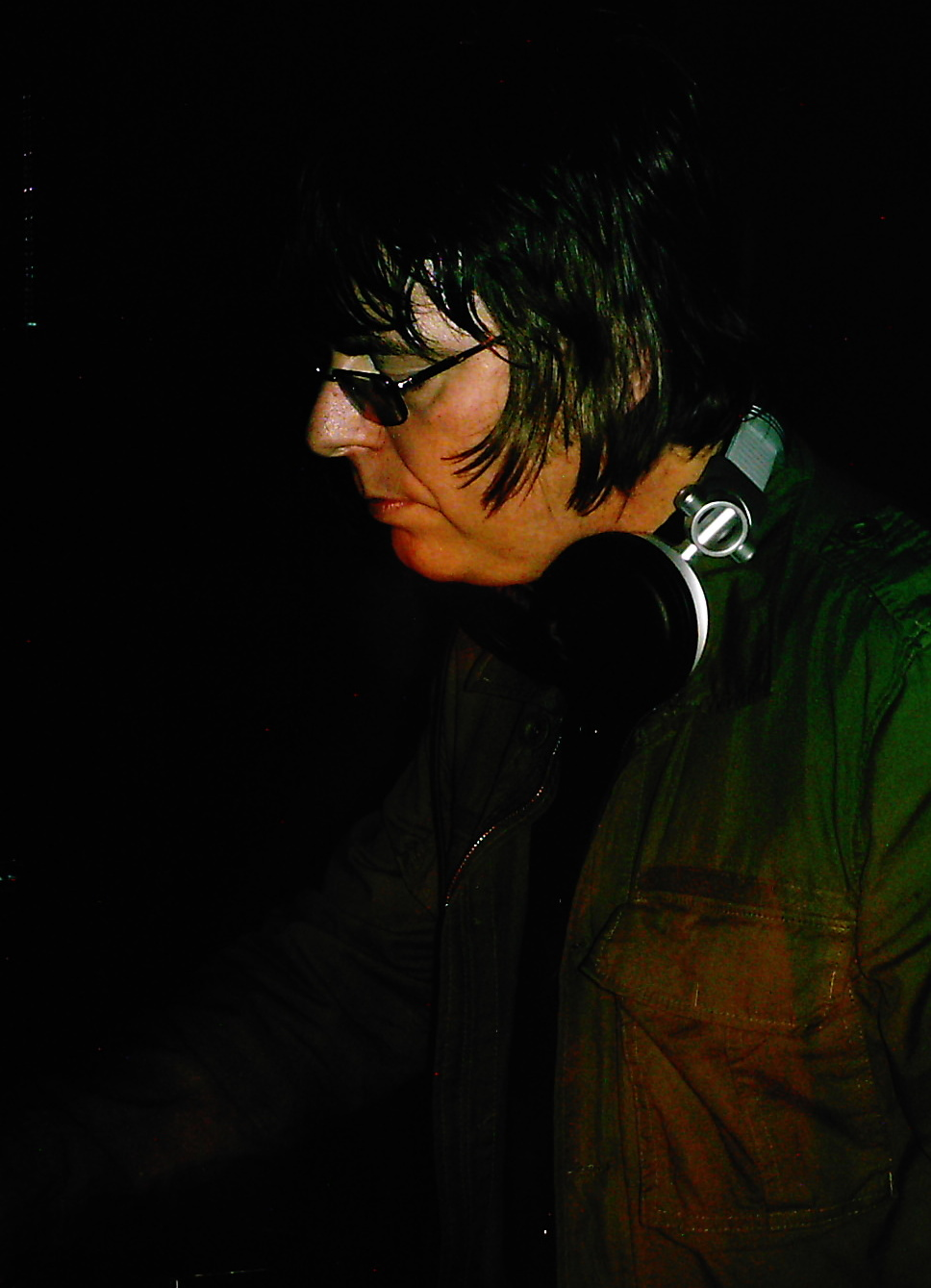
Andy Rourke (2007)

Andrew Michael Rourke (* 17. Januar 1964 in Manchester; † 19. Mai 2023 in New York City) war ein britischer Rockmusiker. Bis zu deren Auflösung 1987 war er Bassist der Smiths.

## Leben und Wirken
Rourke spielte später vor allem als Sessionmusiker und arbeitete unter anderem mit Sinéad O’Connor, Morrissey, Dolores O’Riordan und The Pretenders zusammen.
Zusammen mit Peter Hook (Joy Division / New Order) und Gary Mounfield (The Stone Roses / Primal Scream) gründete er 2005 die Bass-Supergroup Freebass, die er 2010 allerdings wieder verließ. Von 2006 bis 2009 war er zudem Mitbegründer und Organisator der Konzertreihe Manchester Versus Cancer.
Nach seinem Umzug nach New York bekam er eine Sendung bei East Village Radio und trat gemeinsam mit dem DJ und Produzenten Ole Koretsky unter dem Namen Jetlag in der dortigen Clubszene auf. Im März 2016 bildeten Rourke und Koretsky zusammen mit dessen Partnerin Dolores O’Riordan das Projekt D.A.R.K. als Nachfolgeformation von Jetlag.
Andrew Michael Rourke starb am 19. Mai 2023 im Alter von 59 Jahren im Memorial Sloan Kettering Cancer Center im New Yorker Stadtteil Manhattan an den Folgen einer Bauchspeicheldrüsenkrebserkrankung.